# Xia dao lian meng
Xia dao lian meng (bra: Golpe de Risco) é um filme checo-honconguês de 2017, dos gêneros ação, aventura e policial, escrito e dirigido por Stephen Fung.

## Sinopse
Depois de cinco anos atrás das grades, Cheung Tan, um ladrão profissional, se reúne com seu ex-parceiro Po Chen e seu novo recruta, Ye Hong. Eles planejam o assalto perfeito: o roubo de duas joias preciosas de valor inestimável durante o Festival de Cannes. Seu roubo é bem sucedido, mas eles são rastreados pelo francês Pierre Bisette, um detetive obsessivo que procura por Tan há muito tempo. Este último convence a ex-noiva de Tan, Amber Li, a se juntar a ele para encontrá-lo. Sua caçada o levará de Cannes a Praga.

## Elenco
- Andy Lau como Dan Cheung (張丹)[nota 2]
- Shu Qi como Red Ye (葉紅)[nota 2]
- Zhang Jingchu como Amber Li[nota 2]
- Tony Yang como Po Chen (陳小寶)[nota 2]
- Jean Reno como Detetive Pierre Bissette (皮埃爾)[nota 2]
- Eric Tsang como King Kong (金剛)[nota 2]
- Sha Yi como Charlie Luo (查理·羅)[nota 2]
- You Tianyi como Tingting (婷婷)[nota 2]
- Zhang Yiqun como Lao Mo[nota 2]
- Karel Dobrý como Mr Yelyluk[nota 2]
- Aleksandr Tsoy como tradutor de Mr. Yelyluk[nota 2]

## Lançamento
Xia dao lian meng foi lançado nos cinemas em 11 de agosto de 2017 em Taiwan e na China e em Hong Kong em 24 de agosto de 2017.

## Bilheteria
A China Continental faturou 236 957 698 yuans e a bilheteria de Hong Kong foi de 5,32 milhões de dólares de Hong Kong.